# トクホン
株式会社トクホン（英語：TOKUHON Corporation）は、東京都豊島区高田に本社を置き、外用消炎鎮痛薬の製造を主とする日本の製薬会社である。また、同社が製造し、大正製薬が販売する消炎鎮痛プラスターの商品名も「トクホン」である。

## 概要
創業者の鈴木由太郎（すずきよしたろう）が、1901年（明治34年）に東京・本所にて医薬品製造をおこなう「鈴木日本堂」（すずきにほんどう）を創業する。当時はかぜ薬「オピトリン」、頭痛膏「乙女桜」、萬金膏「シカマン」などを製造ならびに販売しており、徐々に業績をのばしていったが、1923年（大正12年）9月の関東大震災によって全てを失った。1933年（昭和8年）に、室町時代後期から江戸時代初期にかけて活動した医師で、「医聖」の異名を取る永田徳本から名を取った「トクホン」を発売。これがロングセラーとなったことで、外用消炎剤分野での地位を確立させると共に、1948年（昭和23年）には株式会社へと改組する。
「トクホン」はライバル会社の久光製薬が製造・販売する「サロンパス」と並ぶ外用消炎剤のトップブランドとして広く親しまれている。
長年にわたり、外用消炎剤での地位を維持する一方、1989年（平成元年）には現社名に改めると共に、一時内服液分野にも進出したことがあるが、こちらは業績的に振るわず、1993年（平成5年）に撤退。以後は外用消炎剤一本で同社の経営を維持している。
2012年（平成24年）7月2日に、株式交換により大正製薬の完全子会社となった。

## 沿革
- 1901年（明治34年） - 「鈴木日本堂」として東京・本所にて創業。
- 1933年（昭和8年） - 「トクホン」発売。
- 1948年（昭和23年） - 法人化し、株式会社鈴木日本堂(トクホン本舗)となる。
- 1950年（昭和25年） - 海外進出開始。ハワイと米本土に輸出。
- 1953年（昭和28年） - 東京都中央区日本橋本町四丁目に本社ビル竣工。
- 1953年（昭和28年）8月1日 - 埼玉県草加町氷川町の工場で爆発事故。死者5人、重軽傷者6人[3]。
- 1977年(昭和52年)ジャガー軟膏発売
- 1989年（平成元年） - 株式会社トクホンに商号（社名）変更。
- 2008年（平成20年）1月 - 本社を港区芝二丁目に移転。
- 2009年（平成21年） - 田邉芳男が創業家以外で初めての社長に就任。
- 2012年（平成24年）7月 - 簡易株式交換により大正製薬株式会社の子会社となる。
- 2013年（平成25年）4月 - 医療用医薬品「ヤクバンテープ」、「ステイバンパップ」、「フルルバンパップ」に関し、販売委託先を田辺三菱製薬株式会社及び祐徳薬品工業株式会社（祐徳薬品工業は「ステイバンパップ」のみ）から大正製薬のグループ会社である大正富山医薬品株式会社（現・大正ファーマ株式会社）に変更。代表取締役 社長執行役員 加藤隆彦が就任。
- 2013年（平成25年）10月 - OTC医薬品の販売を大正製薬株式会社へ移管。これにより、「トクホン」をはじめとする当社のOTC医薬品が大正製薬の製品として扱われることとなる。また、OTC医薬品の販売移管に先立ち、名古屋営業所並びに大阪営業所を同年9月末をもって閉鎖。
- 2014年（平成26年）2月 - 本社を東京都豊島区高田三丁目に移転。
- 2014年（平成26年）4月 - 医療用医薬品「ヤクバンテープ」の科研製薬株式会社での販売を同年3月末で終了し、販売委託先を大正富山医薬品株式会社（現・大正ファーマ株式会社）に一本化。

## 主要商品

### 一般用医薬品
当社が製造している製品は販売移管に伴って2013年10月より大正製薬の製品となった。現行製品は大正製薬製品一覧#外用鎮痛・消炎剤を参照。本稿では製造・販売を終了した製品を述べる。
- 医薬品
  - オピトリン - 初期の頃に発売された風邪薬
  - 乙女桜 - 初期の頃に発売された頭痛膏
  - シカマン（初期の頃に発売された萬金膏） → キクマン（「シカマン」から名称変更した貼付薬）
  - トクホンダッシュ → トクホンダッシュA → トクホンVダッシュ - スプレー式鎮痛消炎剤。現在は「トクホンダッシュエアロ」。
  - トクホンチール - 液タイプの鎮痛消炎剤。現在は「チールA（商品名：トクホンチールA）」
  - ジャガー - ゲル状軟膏タイプのかゆみ止め薬
  - トクホンカロップ - 軟膏タイプの鎮痛消炎薬
  - トクホンケイラクテン - 鎮痛消炎ペレット剤
  - トクホン-ハイクリア - 透明タイプの鎮痛消炎プラスター。
  - トクホンクリアー（販売名：トクホンクリア）【第3類医薬品】 - 貼っても目立たず、通気性に優れた穴あき・透明タイプの鎮痛消炎プラスター。発売当初は「トクホンクリア」として発売したが、2000年に商品名を改名した。2013年9月をもって一旦製造・販売を終了したが、2020年10月にファンデーションカラー・微香タイプのシップ剤として復活し、大正製薬から発売されている（当初はAmazon.co.jp限定品として発売されていたが、後に他のECサイトや店頭にも販路が拡大される）。
  - セーフワン - 解熱鎮痛薬
  - トクホン内服液 - ドリンク剤
  - トクホンA - 外用鎮痛プラスター
  - トクホンリキ - ドリンク剤
  - トクホンシップA  - 外用鎮痛消炎パップ剤。「トクホンシップ（冷）」に統合。
  - トクホンID - インドメタシン配合の軟膏タイプの鎮痛消炎薬。「チールメタシンゲル」へ継承
  - インテパップ → 新インテパップ- インドメタシン配合の鎮痛消炎パップ剤。「トクホンシップ（冷）ID」へ継承。
  - トクホンハップ（冷）ID【第2類医薬品】 - インドメタシン0.5%配合の冷感パップ剤。大正製薬の製品に「メンフラアイスα<IM>【第2類医薬品】」があるため、2013年9月をもって製造・販売を終了（なお、2015年に「メンフラ」ブランドのパップ剤の製造終了に伴い、「メンフラアイスα<IM>」も製造を終了している）。
  - トクホンハップ（温）ID【第2類医薬品】 - インドメタシン0.5%にトウガラシエキスも配合した温感パップ剤。大正製薬の製品に「メンフラホットα<IM>【第2類医薬品】」があるため、2013年9月をもって製造・販売を終了（なお、2015年に「メンフラ」ブランドのパップ剤の製造終了に伴い、「メンフラホットα<IM>」も製造を終了している）。
  - チールメタシン【第2類医薬品】 - インドメタシン1%・l-メントール3%をダブル配合した液タイプの鎮痛消炎薬。2013年9月をもって製造・販売を終了。
  - チールメタシンゲル【第2類医薬品】 - インドメタシン1%・l-メントール3%をダブル配合したゲルタイプの鎮痛消炎薬。
  - トクホンフェルビナローション【第2類医薬品】 - フェルビナク、l-メントール、ビタミンE酢酸エステルを配合したローションタイプの鎮痛消炎薬。2013年9月をもって製造・販売を終了。
- 医薬部外品
  - トクホンの湯 - 薬用入浴剤。元々貼り薬「トクホン」のプロモーションの一環として添付したオリジナル入浴剤が反響を呼び、製品化を望む声があったため、より効果の高い処方を行って製品化したものであった。（製造販売元:北陸化成）
- 衛生雑貨品
  - トクホンサポーターMOOVY（ムーヴィー） - 厚さ0.5mmの極薄生地に特許取得のシリコン加工を施し、筋肉と靭帯を圧迫・保護する機能性サポーター。シリコンの塗布位置は整形ドクター監修のもとで特定している。ひじ専用、ひざ専用、ふくらはぎ専用の3タイプがあり、それぞれにふつうサイズと大きめサイズの2サイズを用意していた。
  - トクホン極冷ジェルシート　- 貼り薬の技術を用いた冷却ジェルシート。10時間の冷却テスト（当社試験）をクリア。さらに、ジェル特有の嫌なニオイをマスキングするため、ユーカリオイルを配合している。

### 医療用医薬品
当社が製造する医療用医薬品は大正製薬が販売を行う。
- ヤクバンテープ 20 mg/40 mg/60 mg
- クラリスロマイシン錠 200 mg/ 50 mg小児用/ドライシロップ10 %小児用「大正」*クラリスのオーソライズド・ジェネリック
- 炭酸リチウム錠 100 mg/200 mg「大正」*リーマスのオーソライズド・ジェネリック

## トクホン歴代広告 (TV-CM) キャラクター
- 初代林家三平
- 松山英太郎
- 柴俊夫
- 松村達雄
- 渡辺篤史
- 志穂美悦子
- 結城美栄子
- 入江若葉
- キャロライン洋子
- 音無美紀子
- 吉田日出子
- 五月みどり
- 明石家さんま
- 中野浩一
- 原日出子
- 鈴木杏樹
- 布施博
- 沢村一樹
- 酒井美紀
- 山本譲二&小金沢昇司
- 中居正広
- 桜庭和志
- 吉田兄弟
- ダンディ坂野

## スポンサー番組

### テレビ
現在
なし
過去
- 『歌まね読本』→『進め!ドリフターズ』→『チータ55号』→『突撃!ドリフターズ』→『みんなで出よう55号決定版!→55号決定版!』→『ぴったし カン・カン』（『歌まね』から『55号決定版』までは一社提供。『ぴったし カン・カン』は初期まで一社提供）
- ヤング720
- 金曜ドラマ ※後に同業者の武田薬品工業と三共（現・第一三共ヘルスケア）、小林製薬も提供。
- リンカーン（月替わりスポンサー）
- ドリーム・プレス社（以上、TBS）
- ランキンの楽園（毎日放送・TBS）
- ルックルックこんにちは（日本テレビ）
- 火曜サスペンス劇場（日本テレビ）
- ザ・ワイド（日本テレビ製作、中京テレビ木曜ローカルスポンサー枠）
- ぶらり途中下車の旅（日本テレビ、関東ローカル）
- 報道2001（フジテレビ）
- 笛吹童子（北大路欣也主演版、NET）※一社提供番組
- どんなもんだショー（毎日放送・NET）※後期より一社提供
- トクホンイブニングショー おしどり作戦（毎日放送・NET）※一社提供番組
- かえうた大合戦（NET）※一社提供番組
- ホットライン110番（テレビ朝日）
- 火曜午後7時枠時代劇（テレビ朝日）
- サンデープロジェクト（テレビ朝日）
- 木曜ミステリー（テレビ朝日）
- 吉田類の酒場放浪記（BS-TBS）
- マエストロスピリット（BSフジ）[4]

ほか

### ラジオ
現在
- CBCドラゴンズナイター（CBCラジオ）（金曜日スポンサー）

過去
- TBSエキサイトナイター→TBSステレオエキサイトナイター→TBSラジオ エキサイトベースボール（TBSラジオ・JRN系列）
- ザ・ヒットパレードスペシャル・ナイターレインコート版（TBSラジオ・JRN系列）
- 東西アルファベット読本（KRラジオ＝TBSラジオ。トニー谷出演）

## 関連団体
- トクホン真闘ボクシングジム - 主催興行名にトクホンの商品ブランド「トクホンダッシュエアロ」が使用されている。